# Christy Hemme
Christina Lee "Christy" Hemme (Poway, California; 28 de octubre de 1980) es una luchadora profesional y anunciadora del ring estadounidense. Es conocida por su tiempo en Total Nonstop Action Wrestling (TNA, ahora conocida como Impact Wrestling), como anunciadora de los combates y una de las Knockouts originales cuando la División de Knockouts de TNA comenzó en 2007, y como exluchadora en World Wrestling Entertainment (hoy WWE). También fue la ganadora del WWE Diva Search realizado en 2004, recibiendo $250,000 y un contrato de un año con la compañía.

## Vida personal
Hemme nació en Poway, California, pero creció en Temecula, California. Se divertía viendo las carreras callejeras y de bicicletas, viendo a The Undertaker, describiéndose ella misma como una chica poco femenina.
Fue animadora durante dos años en la Temecula Valley Highref y se graduó en 1998, con 17 años. Hemme asistió al Mount San Jacinto College, donde se graduó en danza

## Carrera

### World Wrestling Entertainment (2004-2005)

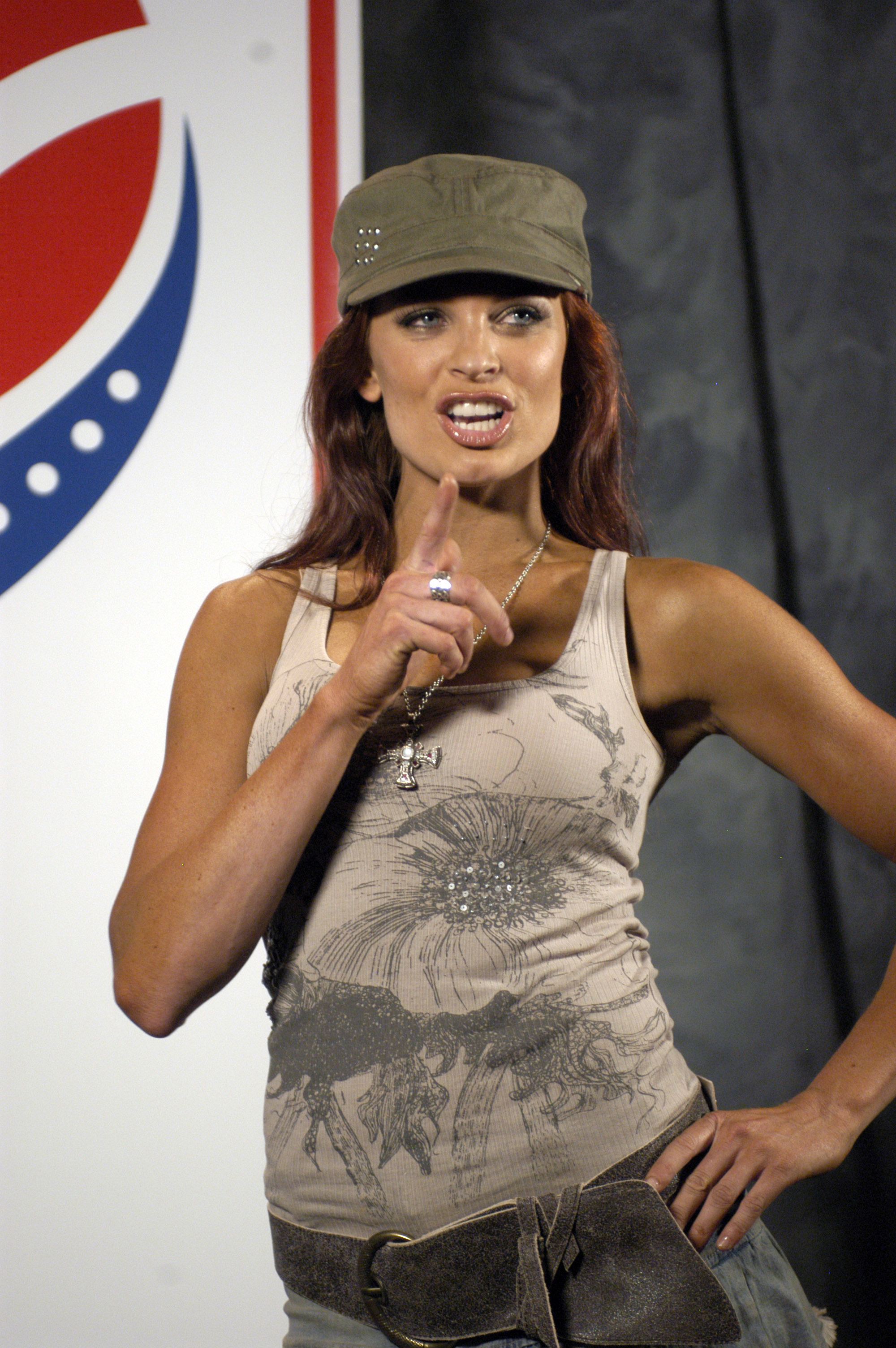
Hemme en 2005.

Christy Hemme entró al Diva Search, en un concurso para reclutar nuevas divas, en donde Christy iba ganando a sus rivales hasta que el 20 de septiembre de 2004 se anunció a Christy que era la ganadora, ganando $250 000 y un contrato de un año con la WWE.
Christy fue enviada a RAW, donde tuvo un feudo con Carmella DeCesare, lo que las llevó a una lucha en Taboo Tuesday el 19 de octubre, donde Christy ganó la lucha.
Tras acabar el feudo, empezó una rivalidad por el Campeonato Femenino de la WWE de la en ese entonces campeona Trish Stratus ya que esta la humilló por su aparición en la cubierta de playboy de abril, lo que las llevó a una lucha en Wrestlemania 21 donde Christy fue ayudada de Lita, pero Stratus derrotó a Christy y retuvo el título, Christy tuvo su lucha de revancha la noche siguiente pero fue derrotada rápidamente por Stratus.
Luego empezó un feudo con Victoria, porque Victoria se puso celosa de las oportunidades de Hemme, peleando en Vengeance, donde Victoria ganó con trampa tras agarrarse de las cuerdas y hacer el conteo a Hemme y el feudo terminó. Fue mandada a Smackdown junto con la diva Stacy Keibler compitieron varias veces, su primer combate fue una lucha de cameo donde Christy ganó, la siguiente semana salió junto con Stacy en un segmento donde ambas vieron mal a Jillian Hall por su defecto que poseía en la cara, después de dos semanas se enfrentó nuevamente a Stacy pero no tuvo final su combate ya que fue interrumpido, al final besaron a Holly y se fueron abrazadas a él, tuvo varios combates con Stacy pero todos fueron amistosos, Después empezó un feudo junto a Legion of Doom con Melina y MNM, peleando en No Mercy, donde Christy y Legion of the Doom derrotaron a MNM, en una pelea de 3 contra 3.
El 30 de noviembre Christy debutó en la Ohio Valley Wrestling, donde se unió con Matt Cappotelli y tuvo luchas contra Beth Phoenix y Shelly Martínez. Semanas después, hizo su regreso a SmackDown! siendo derrotada por Melina tras aplicarle su Extreme Makeover y siendo además, este su último encuentro en la WWE. Solo apareció en un videojuego de WWE que es Smackdown vs Raw 2006.

### Total Nonstop Action Wrestling (2006-2015, 2016)

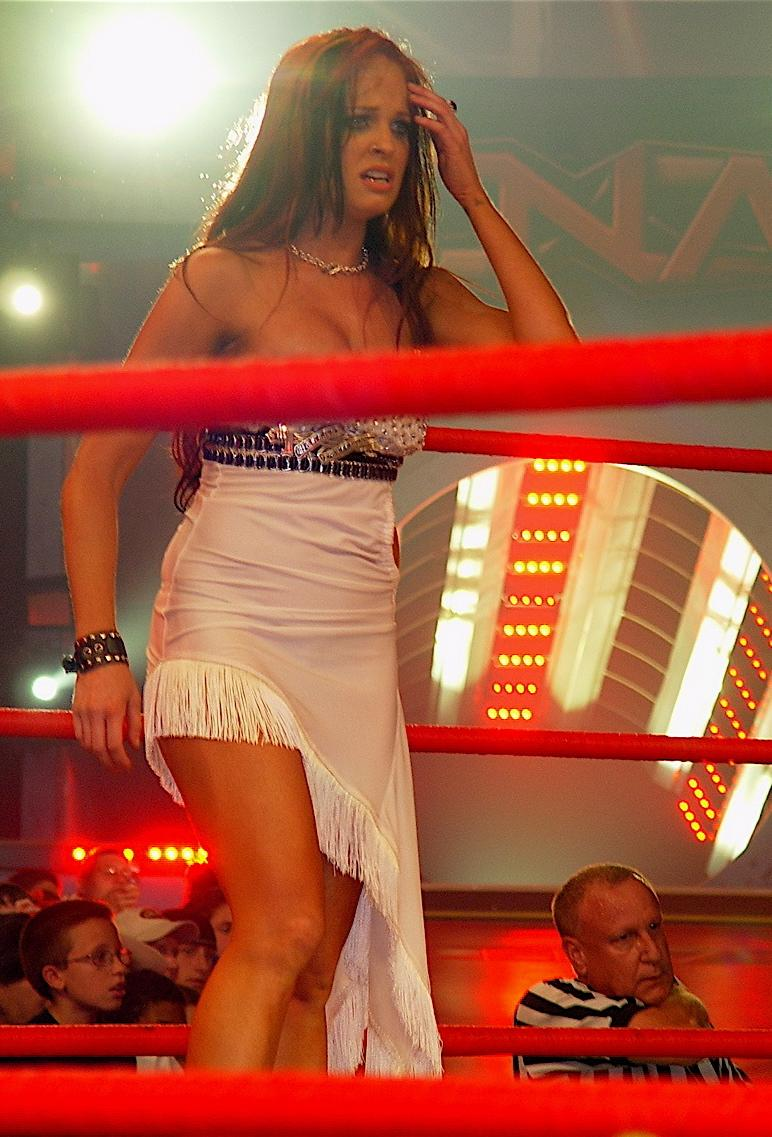
Hemme durante un evento de TNA! en 2007.

Hemme firmó un contrato con la Total Nonstop Action Wrestling en abril de 2006, y debutó el 23 de abril en Lockdown. Además de participar en el Impact, fue la presentadora del espacio de Internet de la TNA, TNA Global Impact! junto a Jeremy Borash. En Hardcore War, Hemme arbitró la pelea entre Traci y Gail Kim. Empezó a viajar a Windsor, Ontario para entrenar bajo la tutela del agente de TNA Scott D'Amore entre las grabaciones de Impact. Además, fue la TNA Knockout of the Year de 2006.
El 14 de enero de 2007 en Final Resolution, Christy interrumpió la promo de Voodoo Kin Mafia acerca del papel de la mujer en la lucha libre profesional, entrando en un feudo con Kip James por insultarla, peleando en Against All Odds donde derrotó a "The Big Fat Oily Guy" en una Tuxedo match, pero poco después, Kip James la desnudó. El 8 de marzo, Hemme pidió a Jim Cornette una pelea contra VKM, dándosela en Destination X, donde introdujo a The Heartbreakers, pero perdió el equipo de Hemme tras un golpe bajo de James y en Lockdown introdujo un segundo equipo, Serotonin, siendo también derrotados por VKM. Sin embargo, venció a Kip James junto a Basham & Damaja en Sacrifice. En Slammiversary, VKM derrotó a Basham and Damaja, pero el acompañante de VKM, Lance Hoyt, cambió a face y besó a Christy. Basham and Damaja fueron despedidos de la compañía y Hemme formó un equipo con Hoyt junto a Jimmy Rave, llamado The Rock 'n Rave Infection, con Hemme como su mánager. Tras formar el grupo, Hemme peleó varias veces para ganar el Campeonato femenino, sin éxito. En invierno de 2007, Christy, Rave y Hoyt tuvieron un feudo con The Latin American Xchange tras ser atacados por una acompañante misteriosa, revelándose como Salinas en Final Resolution tras una victoria de LAX. Poco después The Rock 'n Rave 
Infection cambiaron de gimmick, actuando como una banda de Rock & Roll. El 13 de marzo, Christy, Rave y Hoyt ganaron una pelea de tres contra tres frente a LAX después de golpear a Salinas con una guitarra. En No Surrender, perdieron una pelea frente a Shark Boy, Curry Man y Super Eric. 

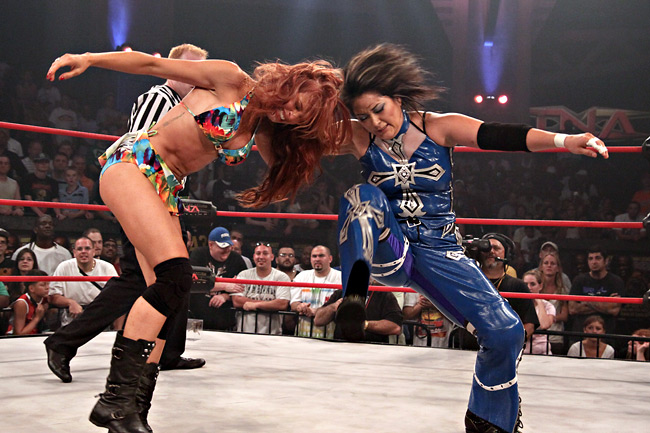
Hemme durante un combate contra Hamada en 2009.

Christy se volvió face el 16 de octubre cuando fue atacada por The Beautiful People tras bastidores, empezando un feudo con ellas, ganándolas en dos peleas seguidas junto a ODB y Sojourner Bolt.
El 27 de noviembre fue nombrada Contendiente número 1 para el Campeonato femenino tras vencer a Raisha Saeed.
En Final Resolution 2008 se enfrentó a Awesome Kong en una lucha por el Campeonato femenino pero Raisha Saeed y Rhaka Khan atacaron fuera del ring a Christy Hemme así logrando la descalificación en el combate. Un día antes de TNA Genesis Christy Hemme se lesionó de su cuello. Después de seis meses de baja, Christy Hemme volvió al ring ganando a Sojo Bolt.
La semana siguiente Hemme participó en un knockout fatal 4 way donde Traci Brooks obtendría la victoria. Ella y Tara avanzaron a la segunda ronda del torneo para coronar a las nuevas campeonas en parejas derrotando a Sojo Bolt y Hamada.
El 16 de diciembre. 2009 Christy Hemme anunció en su pódcast que se retiraría de la lucha libre por miedo de volver a lesionarse y continuó ocupando el rol de anunciadora y entrevistadora en TNA. El 26 de mayo de 2015 se anunció que Hemme renunció a TNA para que pudiera centrarse en nuevos proyectos.
El 2 de octubre hizo una aparición especial en Bound For Glory como parte del segmento de inducción de Gail Kim al TNA Hall of Fame además anuncio la lucha por el Campeonato de los Knockouts.

## Campeonatos y logros
- Total Nonstop Action Wrestling
  - Knockout of the Year (2006)[2]

- World Wrestling Entertainment
  - Diva Search 2004

- Pro Wrestling Illustrated 
  - Situada en el Nº42 en los PWI Female 50 en 2008.[3]